# レース・ウォン
レース・ウォン（黄婉伶、Race Wong, 本名:黃婉佩、1982年9月7日 -）は、香港で活動しているマレーシア出身の女優、元2Rのメンバーである。身長は160cm。体重は42kg。星座はおとめ座。2002年から2007年までユニバーサルミュージックに所属していた。

## 来歴
レース・ウォンはオーストラリアパースの高校を卒業した後、2002年に香港で芸能界入りし、姉のロサンヌ・ウォン（黄婉君）と結成したデュオ2Rでアルバムを4枚リリースした。
2007年4月、2Rにて新しい事務所との契約を経て2Rは解散し、現在はソロで活動している。同年7月、書籍『伶‧開始』をリリースした。

## アルバム
- 2003年10月：Two of Us AVEP
- 2004年3月：United R
- 2005年3月：Revolution
- 2006年5月：The Best of 2R 新歌+精選

## 出演作品

### 映画
- 2003年11月：サウンド・オブ・カラー 地下鉄の恋（地下鐵 Sound of Colors）
- 2003年12月：インファナル・アンフェア 無間笑（精裝追女仔2004 Love is a Many Stupid Thing）
- 2004年11月：アブノーマル・ビューティ（死亡寫真 Ab-normal Beauty）
- 2005年5月：非常青春期
- 2005年8月：恋する花火（擁抱每一刻花火 Moments of Love）
- 2005年9月：醉愛
- 2005年11月：妃子笑
- 2006年1月：半醉人間
- 2006年4月：小心眼
- 2006年4月：BLACK NIGHT ブラック ナイト（黑夜 Black Night）
- 2008年1月：愛鬥大（ゲスト）
- 2008年7月：崖っぷちの女たち（性工作者2 我不賣身，我賣子宮 True Women For Sale）※映画祭上映のみ
- 2009年：それでも恋する楽観男子（矮仔多情 Short of Love）※CS放送のみ
- 2010年：シャンハイ（Shanghai）

### テレビドラマ
- 2002年：百分百感覺（Now.com連続ドラマ）
- 2003年：當四葉草碰上劍尖時（TVB） - 鄭嘉南 役
- 2004年：赤沙印記@四葉草.2（TVB）
- 2005年：奇幻潮（TVB）
- 2006年：2R部落格（華娯衛視）
- 2007年：情拾香江@香港回歸十年特輯（TVB）

### テレビ映画
- 2005年：Be careful（小心眼）

### 舞台
- 2006年11月：『舞台版 笑傲江湖』 - 岳靈珊 役

### コンサート
- 2006/7年：ドラゴン・センター 2R 花仙子ミニコンサート

### 広告
- 2003年：Biotherm
- 2003年：リンガフォン
- 2003年：Baleno
- 2003年：福林堂
- 2003年：雅嘉護膚品
- 2003年：喜特龍波鞋
- 2003年：富士フイルム
- 2003年：Pantene
- 2003年：Trendy Land
- 2003年：サン・ミゲル
- 2003年：Miryoku Skin Care
- 2004年：SAFA Mp3
- 2004年：2R Online
- 2004年：花花瘦身茶
- 2005年：Citicall
- 2005年：カールスバーグ
- 2006年：Microworks Technology
- 2007年：FANCL

## 書物

### 写真集
- 2003年：Two Fresh

### 文字作品
- 2007年：『伶‧開始』
- 2007年9月：『伶‧開始』第二版